# 中津川文化会館
中津川文化会館 （なかつがわぶんかかいかん）は、岐阜県中津川市にある文化施設。

## 概要
- 中津川市の文化の拠点となる施設である。中津川市市制20周年を記念し1972年（昭和47年）10月開館。落成式は中津川市役所本庁舎とともに、市制20周年記念式典で行われた[1]。2019年（令和元年）から翌年まで、建物の耐震化、ホール座席の更新、バリアフリー化などの大規模な改修工事を行った[2]。
- 指定管理者制度を導入しており、一般社団法人中津川市文化協会が管理運営する。

## 施設概要
1階
- ホール

収容人数は826人（固定席821席、車いす席5席）
- 楽屋（3室）
- 小会議室

2階
- 会議室（4室）
- 多目的研修室
- 応接室

## 利用案内
- 開館時間：9：00～21：30
- 休館日：月曜日、年末年始（12月28日～1月3日）

## 交通アクセス

### 公共交通機関
- 中央本線「中津川駅」下車、徒歩約25分
- 北恵那交通「中津川合同庁舎前」バス停より徒歩約1分
  - 中津川駅前より川上線「王子製紙前」「恵那山ウェストン公園」「市役所（循環）」行き

## 周辺施設
- 中津川市役所
- 中津川合同庁舎
- 中津川警察署
- 中津川市消防本部
- 中津川市健康福祉会館
- 中津川簡易裁判所
- 国土交通省中部地方整備局多治見砂防国道事務所中津川出張所
- 中津川市立西小学校
- 中津川市立第二中学校